# Sophie B. Hawkins
Sophie Ballantine Hawkins (Manhattan, New York, 1 november 1964) is een Amerikaans singer-songwriter, multi-instrumentaliste en schilderes. Ze is vooral bekend van de hits Damn I wish I was your lover, Right beside you en As I lay me down. Veel van haar nummers gaan openlijk over seks en haar biseksualiteit (zelf prefereert ze de term omniseksualiteit) en hebben invloeden uit de jazz, rock en Afrikaanse muziek.

## Biografie
Sophie B. Hawkins werd op 1 november 1964 in Manhattan geboren. Ze kende een ongelukkige jeugd. Vanaf haar tiende werd ze seksueel misbruikt en ze leed aan anorexia. Op haar veertiende liep ze van huis weg en ging ze bij een Nigeriaanse percussionist wonen. Ze studeerde aan de Manhattan School of Music. In de jaren 80 werd ze percussioniste in de band van Bryan Ferry. Nadat ze door Ferry uit de band werd gezet, schreef ze het nummer Damn I wish I was your lover, wat haar solodoorbraak zou betekenen. Het nummer was enigszins controversieel, omdat aan het eind van de tekst blijkt dat het over liefde voor een andere vrouw gaat. Ook de videoclip was controversieel. Deze bevatte dermate erotische beelden dat MTV hem weigerde uit te zenden. Daarom werd ook een kuisere clip voor het nummer opgenomen.
Damn I wish I was your lover haalde in 1992 de vijfde plaats in de Amerikaanse Billboard Hot 100. In de Nederlandse Top 40 kwam het tot plaats 32. Hawkins' debuutalbum Tongues and tails, waarvan dit nummer afkomstig is, haalde in haar thuisland de gouden status voor de verkoop van meer dan een half miljoen exemplaren. Op 16 oktober 1992 brengt Sophie "I Want You" ten gehore tijdens het 30th Anniversary Concert voor Bob Dylan in Madison Square Garden. In 1994 bracht ze de opvolger Whaler en de single Right beside you uit. Hoewel dat nummer in Amerika niet zo aansloeg, werd het in Europa haar grootste hit. Omdat Right beside you in haar thuisland niet het beoogde succes behaald had, vroeg ze haar platenmaatschappij Columbia of ze ter promotie van de tweede single As I lay me down door het land mocht toeren met enkel een piano. Hierdoor kreeg het nummer veel airplay op Adult contemporary-stations. Het haalde de zesde plaats in de Billboard Hot 100 en in de Adult Contemporary-lijst van Billboard zelfs de eerste plaats.
In 1998 was Hawkins het onderwerp van de documentaire The Cream Will Rise van Gigi Gaston. Deze film volgt haar tijdens een tour en in haar ouderlijk huis en verbeeldt haar strijd met haar ongelukkige jeugd die ze probeert te vergeten. In 2001 kreeg ze ook een rolletje in Gastons film Beyond City Limits.
Haar derde album Timbre kwam in 1999 uit. Na onenigheid met haar platenmaatschappij kreeg ze alsnog toestemming om verschillende minder gebruikelijke instrumenten te gebruiken op haar album. Zo wilde Columbia liever dat Hawkins gitaar op de single Lose your way zou spelen, maar zij stond erop banjo te spelen. De single en het album werden geen commercieel succes en Hawkins verliet haar platenmaatschappij. Hierbij kwam ze overeen dat ze de rechten over de masters van Timbre behield. Dit leidde ertoe dat ze in 2001 het album opnieuw uitbracht onder haar zelf opgerichte platenlabel Trumpet Swan. Bij deze versie zat een bonus-cd met enkele nieuwe nummers, demo's en remixen. In 2004 bracht ze onder haar eigen platenlabel het album Wilderness, waarop ze zichzelf veel meer kon ontplooien, uit en in 2006 volgde het livealbum Bad kitty board mix. Momenteel treedt Hawkins nog steeds op in Amerika en af en toe ook in Europa.
Hawkins kondigde eerder aan te werken aan een nieuwe album, genaamd "The Crossing". Zij deed dit samen met producer Nile Rodgers en de releasedatum hiervan was 19 juni 2012.

## Privé
Op 18 november 2008 beviel Hawkins van een zoon, Dashiell Gaston Hawkins. De bijnaam 'Gaston' is te danken aan haar lange samenwerking met manager Gigia Gaston. Op 7 juli 2015 beviel Hawkins van een dochter, Esther Ballantine Hawkins. Esther werd verwekt met een embryo dat Hawkins twintig jaar eerder had laten invriezen.

## Discografie

### Singles
| Single met eventuele hitnotering(en) in de Nederlandse Top 40 | Datum van verschijnen | Datum van binnenkomst | Hoogste positie | Aantal weken | Opmerkingen |
| ------------------------------------------------------------- | --------------------- | --------------------- | --------------- | ------------ | ----------- |
| Damn I Wish I Was Your Lover                                  |                       | 5-7-1992              | 32              | 3            |             |
| Right Beside You                                              |                       | 4-2-1995              | 18              | 6            |             |

### Albums
- Tongues and Tails (1992)
- Whaler (1994)
- Timbre (1999)
- The Best Of (2003) (verzamel)
- Damn I Wish I Was Your Lover (2003) (verzamel)
- Wilderness (2004)
- Bad Kitty Board Mix (2006) (livealbum)
- The Crossing (2012)